# Dithmarse
La Dithmarse (en allemand : Dithmarschen) est une petite contrée historique de l'Allemagne septentrionale (Schleswig-Holstein). Elle s'étend sur environ 40 kilomètres sur 25 entre l'Elbe, l'Eider et la mer du Nord. Ses villes principales sont Heide et Meldorf. Son territoire correspond aujourd'hui à l'arrondissement de Dithmarse.

## Histoire
Les Dithmarses, quoique nominalement soumis à l'empire germanique, ont presque toujours vécu indépendants. Leur pays a fait successivement partie du comté de Stade, du duché de Saxe (1144-1180), de l'archevêché de Brême (contre lequel ils se révoltent pour se donner à l'évêché de Schleswig). En 1474, Christian I, roi de Danemark, obtient de l'empereur Frédéric III du Saint-Empire la réunion du Holstein, du Schleswig et du pays des Dithmarses en un duché relevant de la couronne de Danemark ; mais bientôt les Dithmarses se révoltent. Le roi de Danemark Jean Ier leur fait en vain la guerre (1500) ; Frédéric II de Danemark les soumet en 1559, à l'aide des ducs de Holstein. Le pays est alors partagé.
La Dithmarse reste jusqu'en 1559 une « libre république d'agriculteurs » (en allemand : Bauernrepublik).

## Source
Cet article comprend des extraits du Dictionnaire Bouillet. Il est possible de supprimer cette indication, si le texte reflète le savoir actuel sur ce thème, si les sources sont citées, s'il satisfait aux exigences linguistiques actuelles et s'il ne contient pas de propos qui vont à l'encontre des règles de neutralité de Wikipédia.